# Елдіс Годж
Елдіс Александр Безіл Годж (англ. Aldis Alexander Basil Hodge, нар. 20 вересня 1986, Нью-Йорк) — американський актор. Найбільш відомий за роллю Алека Хардісона в телесеріалі «Вплив». У 2019 зіграв одну з головних ролей в телесеріалі «Місто на пагорбі» з Кевіном Бейкон.

## Життя і кар'єра
Елдіс Годж народився 20 вересня 1986 року в Онслоу, Північна Кароліна. Обидва його батька — Елдіс Безіл Годж та Іолетта Річардсон —  служили в корпусі морської піхоти США. Мати Годжа зі штату Флориди, а його батько з Домінікани. Елдіс є молодшим братом актора Едвіна Годжа. У дитинстві Годж грав на кларнеті і скрипці, проте подорослішавши, зосередився виключно на скрипці; у віці вісімнадцяти років він придбав свою першу особисту скрипку. Крім акторства Годж займається дизайном годинника, пише і малює.
У 2007 році в день свого повноліття він отримав роль в телесеріалі «Вплив». У 2008 році він отримав номінацію на премію «Сатурн» за кращу чоловічу роль другого плану в цьому телесеріалі, проте нагорода пішла Аарону Полу з «Пуститися берега».

## Фільмографія

### Фільми
| Рік  |    | Українська назва                         | Оригінальна назва           | Роль                   |
| ---- | -- | ---------------------------------------- | --------------------------- | ---------------------- |
| 1995 | ф  | Міцний горішок 3: Відплата               | Die Hard with a Vengeance   | Реймонд                |
| 1996 | ф  |                                          | Bed of Roses                | Принц                  |
| 2000 | ф  | Дім великої матусі                       | Big Momma's House           | підліток-баскетболіст  |
| 2004 | ф  | Замочити бабцю                           | The Ladykillers             | ганстер                |
| 2005 | ф  | Едмонд                                   | Edmond                      | Leafletter             |
| 2006 | мф | Веселі ніжки                             | Happy Feet                  | різні голоси           |
| 2006 | ф  | Американська мрія                        | American Dreamz             | солдат Чак             |
| 2013 | ф  | Міцний горішок. Гарний день, аби померти | A Good Day to Die Hard      | лейтенант Фоксі        |
| 2013 | ф  | Схід                                     | The East                    | Тумбс                  |
| 2014 | тф |                                          | The After                   | Ді Лав                 |
| 2015 | ф  | Голос вулиць                             | Straight Outta Compton      | MC Ren                 |
| 2016 | ф  | Приховані фігури                         | Hidden Figures              | Леві Джексон           |
| 2016 | ф  | Джек Річер: Не відступай                 | Jack Reacher: Never Go Back | капітан Ентоні Еспін   |
| 2018 | ф  | Браян Бенкс                              | Brian Banks                 | Браян Бенкс            |
| 2019 | ф  |                                          | Clemency                    | Ентоні Вудс            |
| 2019 | ф  | Чого хочуть чоловіки                     | What Men Want               | Вілл                   |
| 2020 | ф  | Людина-невидимка                         | The Invisible Man           | детектив Джеймс Ланьер |
| 2020 | ф  | Одна ніч в Маямі                         | One Night in Miami ...      | Джим Браун             |
| 2021 | ф  | Торт зі смаком помсти                    | The Birthday Cake           | Ігл                    |
| 2022 | ф  | Чорний Адам                              | Black Adam                  | Людина-яструб          |

### Серіали
| Рік       |   | Українська назва             | Оригінальна назва              | Роль                                                |
| --------- | - | ---------------------------- | ------------------------------ | --------------------------------------------------- |
| 1997      | с |                              | Between Brothers               | Реггі (Епізод: "Family Affair")                     |
| 1998      | с | Поліція Нью-Йорка            | NYPD Blue                      | Едді (Епізод: "Weaver of Hate")                     |
| 1999      | с | Баффі — переможниця вампірів | Buffy the Vampire Slayer       | підліток у масці (Епізод: "Fear, Itself")           |
| 2000      | с | Справедлива Емі              | Judging Amy                    | Лестер Кленсі (Епізод: "Zero Tolerance")            |
| 2000      | с |                              | City of Angels                 | Маркус Холл (2 епізоди)                             |
| 2001      | с | CSI: Місце злочину           | CSI: Crime Scene Investigation | Тоні Торп (Епізод: "Too Tough to Die")              |
| 2002      | с | Усі жінки — відьми           | Charmed                        | Трей (Епізод: "Long Live the Queen")                |
| 2003      | с | Швидка допомога              | ER                             | юнак (Епізод: "The Lost")                           |
| 2003      | с | Мертва справа                | Cold Case                      | Мейсон Такер (Епізод: "The Runner")                 |
| 2006      | с | 4исла                        | Numb3rs                        | Тревіс Грант (Епізод: "The OG")                     |
| 2006      | с | Подруги                      | Girlfriends                    | Метью Майлз / Дервін Девіс (4 епізоди)              |
| 2006      | с | Кістки                       | Bones                          | Джиммі Мертон (Епізод: "The Soldier on the Grave")  |
| 2006—2007 | с | Нічні вогні п'ятниці         | Friday Night Lights            | Рей «Вуду» Татум (6 епізодів)                       |
| 2007      | с | Надприродне                  | Supernatural                   | Джейк Таллі (2 епізоди)                             |
| 2008      | с | CSI: Місце злочину           | CSI: Crime Scene Investigation | Тоні Торп (Епізод: "The Happy Place")               |
| 2008—2012 | с | Противага                    | Leverage                       | Алек Хардисон (77 епізодів)                         |
| 2009      | с | Касл                         | Castle                         | Азі (Епізод: "Always Buy Retail")                   |
| 2010      | с | Приватна практика            | Private Practice               | Ісо (Епізод: "Fear of Flying")                      |
| 2010      | с | Влада закону                 | The Chicago Code               | Деон Лакетт (Епізод: "St. Valentines Day Massacre") |
| 2011      | с | CSI: Маямі                   | CSI: Miami                     | Ісайя Стайлз (Епізод: "Sinner Takes All")           |
| 2014      | с | Помилки минулого             | Rectify                        | Стефон Вітман (Епізод: "Donald the Normal")         |
| 2014      | с | Ходячі мерці                 | The Walking Dead               | Майк (Епізод: "After")                              |
| 2014—2017 | с | Поворот: Шпигуни Вашингтона  | TURN: Washington's Spies       | Джордан / Акінбоде (17 епізодів)                    |
| 2017      | с | Чорний список                | The Blacklist                  | Маріо Діксон (Епізод: "Mr. Kaplan")                 |
| 2017      | с | Чорне дзеркало               | Black Mirror                   | Джек (Епізод: "Чорний музей")                       |
| 2018      | с |                              | Star Trek: Short Treks         | Крафт (Епізод: "Calypso")                           |
| 2019—2022 | с | Місто на пагорбі             | City on a Hill                 | ДеКурсі Ворд (26 епізодів)                          |